# 17051 Oflynn
17051 Oflynn este o planetă minoră (asteroid), cu un diametru de 3,845 km, din centura de asteroizi. A fost descoperită pe 20 martie 1999 la Experimental Test Site⁠(d) de Lincoln Near-Earth Asteroid Research. 
Obiectul prezintă o orbită caracterizată de o semiaxă mare de 2,2986614 UAi, o excentricitate de 0,13, o înclinație de 6,65692 ° în raport cu ecliptica.